# Overslag (Niederlande)
Overslag ist ein Dorf innerhalb der Gemeinde Terneuzen in der niederländischen Provinz Zeeland.

## Geschichte
Es wird erstmals im Jahr 1542 als ten Overslach erwähnt, was einen Platz, wo Waren umgeschlagen werden, bezeichnet. An der Stelle des Dorfes trafen Kanäle aus Richtung Axel und vom belgischen Wachtebeke zusammen. Es ist ein Grenzdorf, welches durch die niederländisch-belgische Grenze in zwei geteilt ist. Im Jahr 1547 wurde der Sassevaart gegraben und Overslag wurde als Umschlagsstandort obsolet. Die Pfarrkirche befindet sich auf der belgischen Seite. Während des Ersten Weltkriegs war es hier nicht möglich, die Grenze komplett zu schließen, und das Grenzhochspannungshindernis verlief durch das komplette Dorf.
Bis zum Jahr 1970 war es eigenständig und wurde dann mit Axel zusammengelegt.

## Galerie

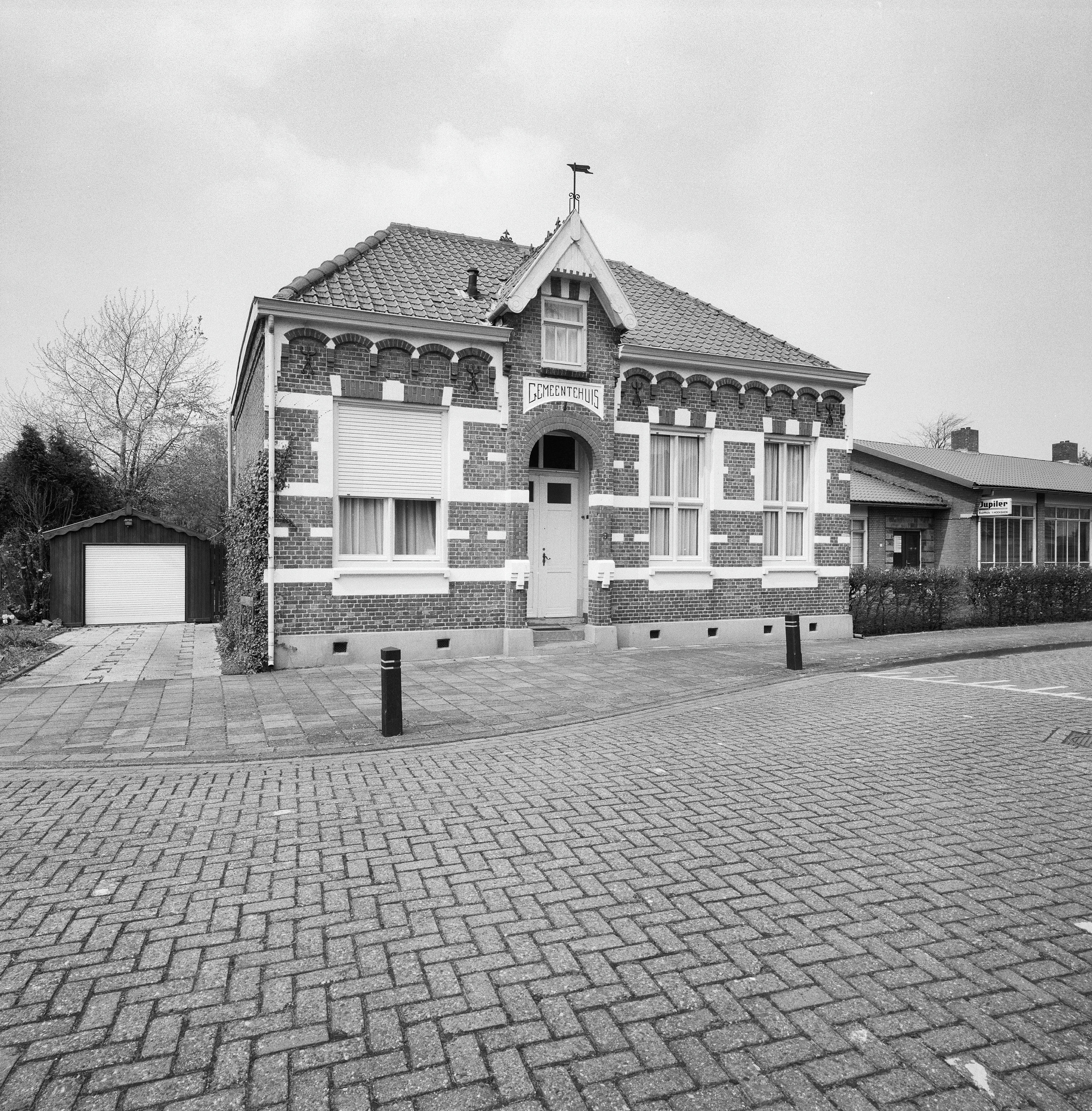
Früheres Rathaus
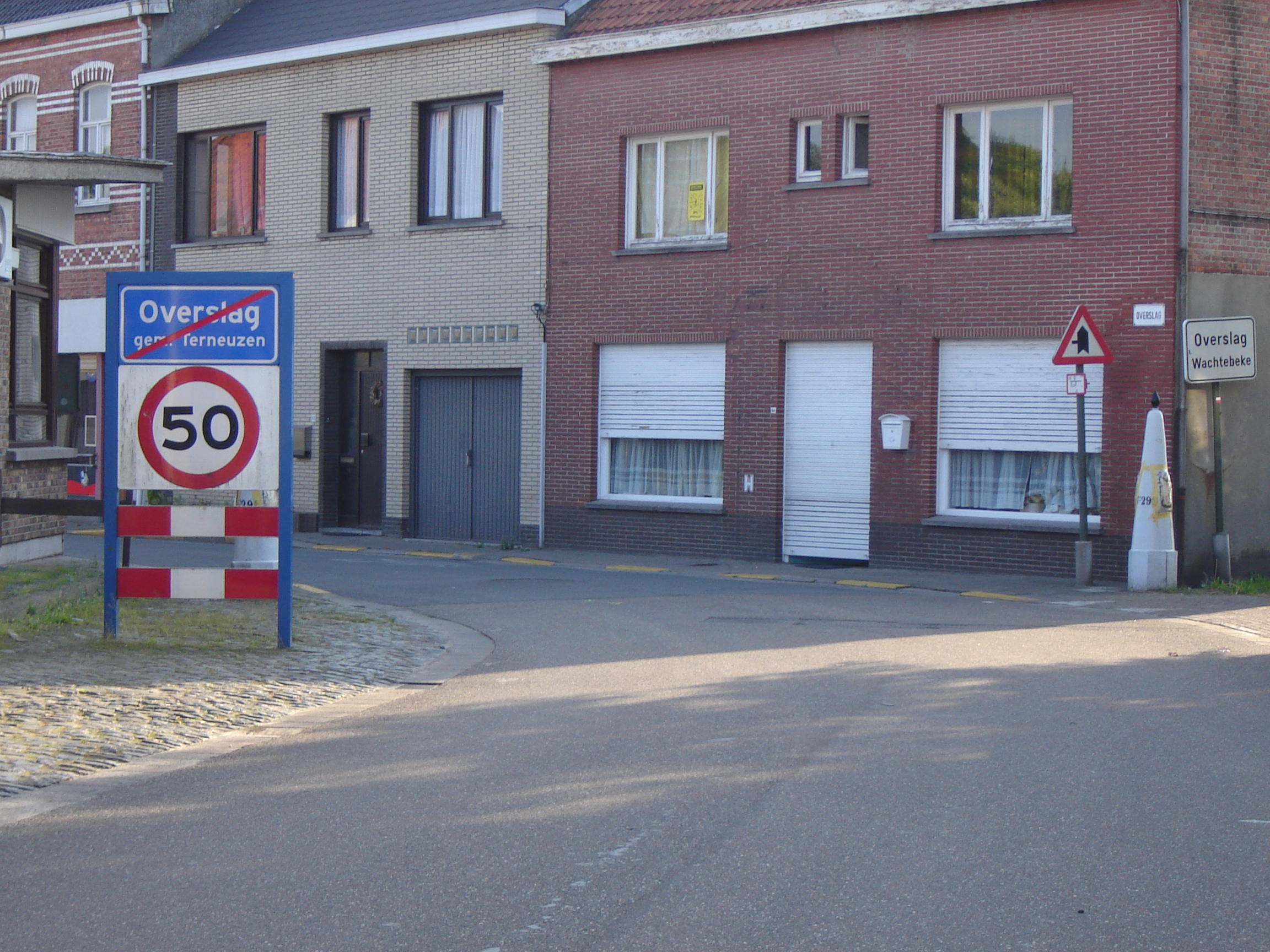
Blick auf die belgische Seite